# 고베 비프

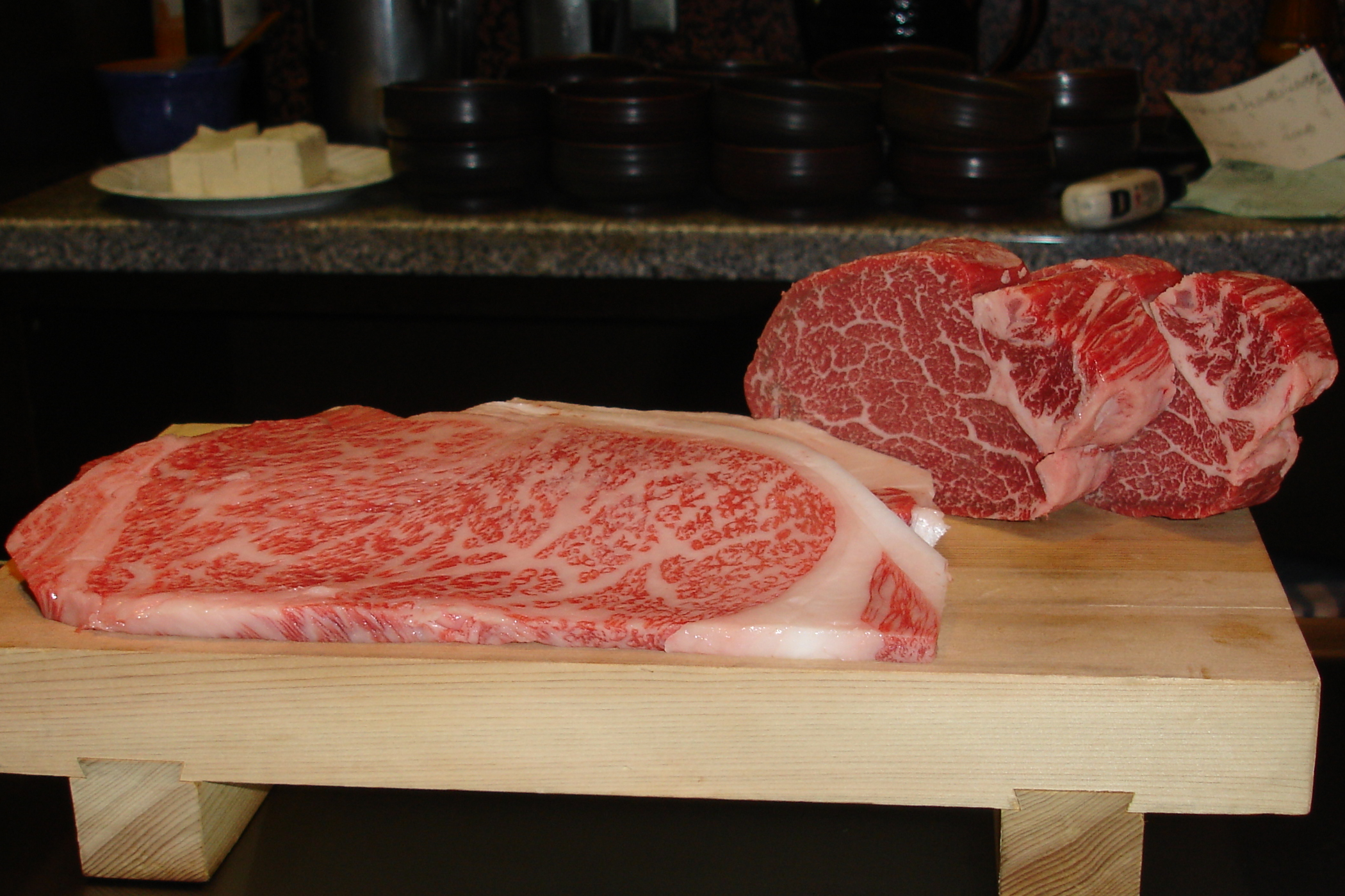

고베 비프(일본어: 神戸ビーフ)는 효고현에서 생산되는 일본의 브랜드 쇠고기중 하나이다. 일본 3대 와규(일본어: 和牛)중 하나이고, 효고현에서 생산되는 Tajima소의 육질이 일본의 쇠고기유통추진협회의 일정기준에 맞게 되면 Tajima라는 소품종의 호칭대신 쇠고기의 브랜드명을 사용할 수 있는데 고베 비프도 그중의 한 명칭이 된다.
2009년에 미국 미디어가 선정한 '세계에서 가장 비싼 9가지 먹거리'에 캐비어, 푸아그라, 트뤼프와 함께 올랐다. 일본국내의 다른 브랜드쇠고기보다 외국에서 더 지명도가 높고 최근에는 미국, 호주에서 블랙앵거스 등과 교차사육된 아메리칸-고베비프, 호주-고베비프 등이 유통되고 있다.

## 같이 보기
- 지리적 표시
- 마쓰사카규
- 별미